# Типоглікемія
Типоглікемія або тайпоглікемія — це неологізм, що позначає когнітивні процеси, задіяні при читанні та здатні нівелювати вплив помилок на сприйняття змісту текстів. Термін утворений злиттям слів «typo» (англ. одрук, друкарська помилка) і «гіпоглікемія».
Суть явища в тому, що читачі можуть зрозуміти текст, незважаючи на орфографічні помилки, неправильні літери або хибний порядок літер у словах. Це міська легенда та інтернет-мем які, схоже, є правдивими. Ось приклад типоглікемічного тексту, що поширювався інтернетом у вересні 2003 року:
|  | Зігдно з досліжденням вчеинх Кмебріджського Унівесритету, абослютно невалживо, в якмоу порякду ліетри в солві розшатовані, єдние, що має значненя, це те, щоб пешра і отсання летіри блуи на свїох мсіцях. Ретша мжое бтуи в повонму хоасі. Оригінальний текст (англ.) Aoccdrnig to a rscheearch at Cmabrigde Uinervtisy, it deosn't mttaer in waht oredr the ltteers in a wrod are, the olny iprmoetnt tihng is taht the frist and lsat ltteer be at the rghit pclae. The rset can be a toatl mses and you can sitll raed it wouthit porbelm. Tihs is bcuseae the huamn mnid deos not raed ervey lteter by istlef, but the wrod as a wlohe. |

Хоча кожне слово тексту написане з помилками, а все-таки відносно легко зрозуміти ці слова і зміст усього повідомлення.
Насправді, у Кембриджському університеті подібні дослідження не проводились.
«Вірусні» електронні листи, можливо, були натхнені відкритим листуванням Грехема Роулінсона з Університету Ноттінгема із виданням New Scientist 1999 року, в якому він обговорює тези зі свого докторського захисту 1976 року чи, можливо, дослідженням групи Томаса Р. Джордана щодо ступеню впливу літер у різних позиціях у слові на загальне розуміння слів.